# Завод «Рокки Флэтс»

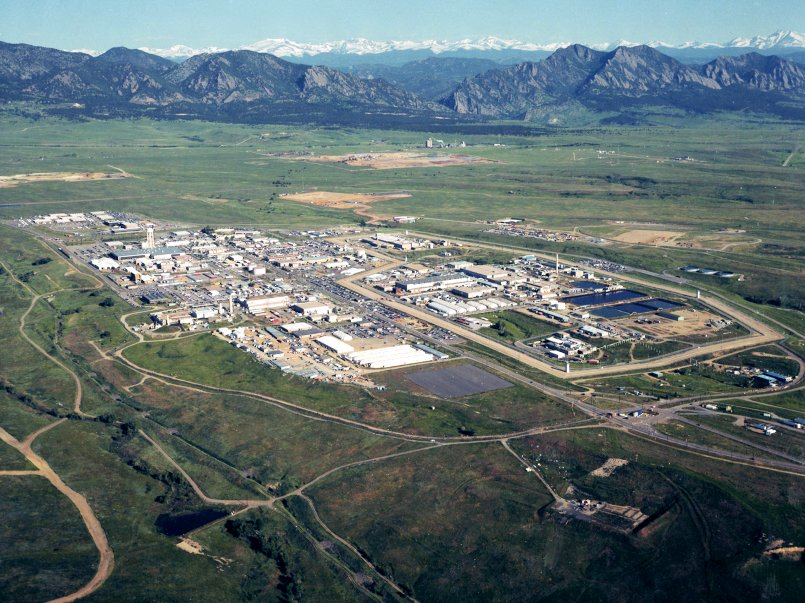
Завод «Рокки Флэтс» после закрытия на последней стадии очистки

Завод «Рокки Флэтс» (Rocky Flats Plant — Завод «Скалистая равнина») — предприятие в структуре Комиссии по атомной энергии США по наработке оружейного плутония и деталей и компонентов из него для производства ядерных боеприпасов для различных родов войск и видов Вооружённых сил США, существовавшее с 1952 по 1992 год.
Единственный завод США, который производил плутониевые сердечники для боеголовок ядерных ракет.

## Географическое расположение
Объект располагался в 24 км северо-западнее г. Денвер, административного центра штата Колорадо. Площадь предприятия — около 10 км².

## История предприятия
США было первым в мире государством, создавшим и испытавшим ядерное оружие, но первые ядерные взрывные устройства — «Штучка», «Толстяк», «Малыш» и последующие за ними (конец 1940 — начало 1950-х) были единичными образцами, поэтому правительством США была принята программа по разработке и выпуску серийных ядерных боеприпасов для постановки на вооружение армии США.
В рамках осуществления этой программы необходимо было дополнительно построить заводы по наработке ядерных делящихся материалов для серийных боеприпасов, изготовления компонентов, поэтому начался поиск места для строительства подобных объектов. Вскоре был найден и выкуплен подходящий участок земли близ Денвера, административного центра штата Колорадо, в июле 1951 года на нём началось строительство, а в 1953 году завод начал выпуск первой продукции: деталей для производства плутониевых триггеров (небольших ядерных боеприпасов для инициации реакции термоядерного взрыва) для термоядерных боеприпасов. Продукция «Рокки Флэтс» поставлялась на завод «Пэнтекс», где собирались готовые ядерные боеприпасы. К концу 1950-х годов завод ежедневно выпускал до 10 шт. плутониевых триггеров.
Наряду с производством продукции шло дальнейшее строительство корпусов и к 1957 году количество зданий было увеличено до 27.

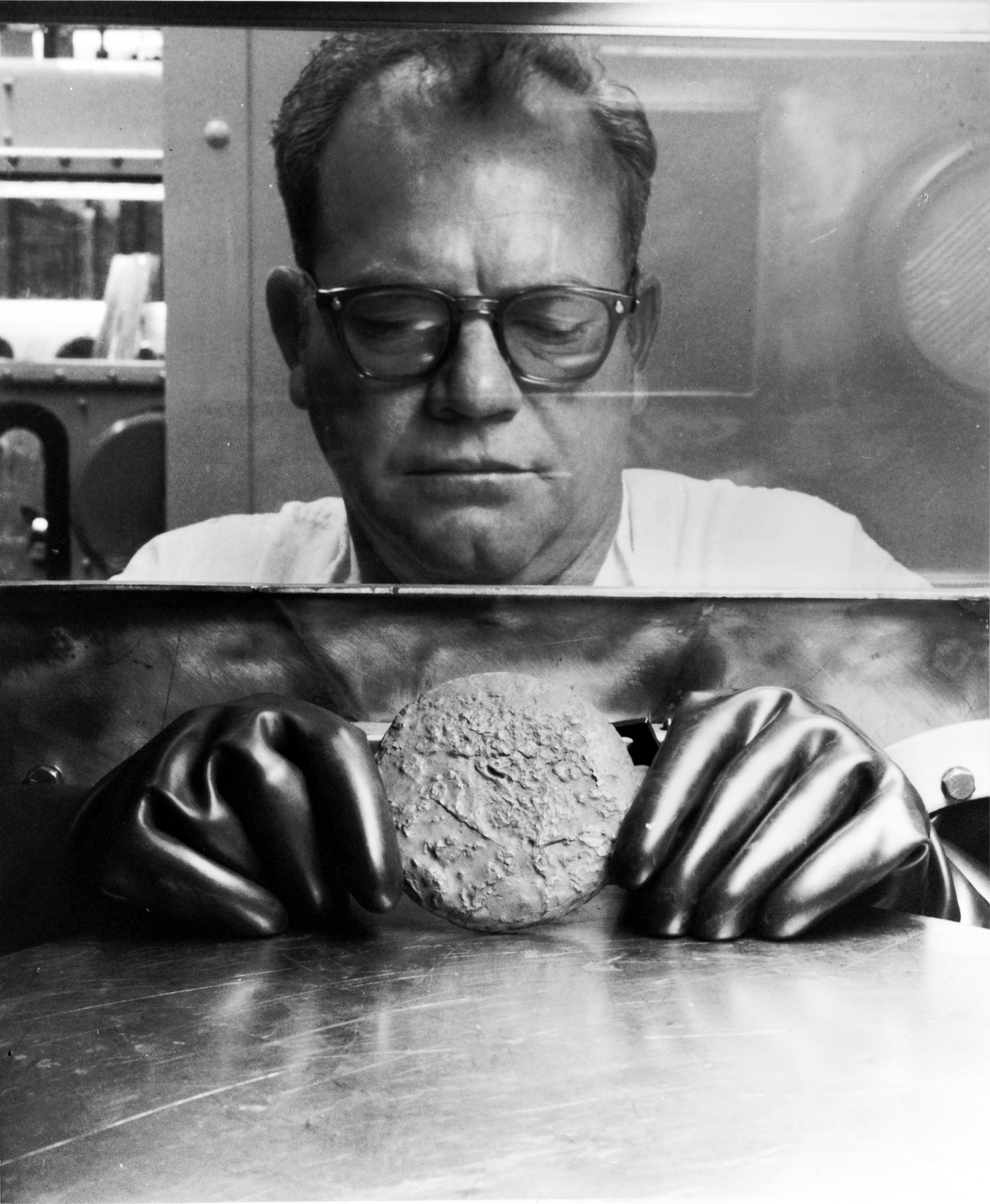
Обработка «плутониевой пуговицы» в «перчаточной камере»

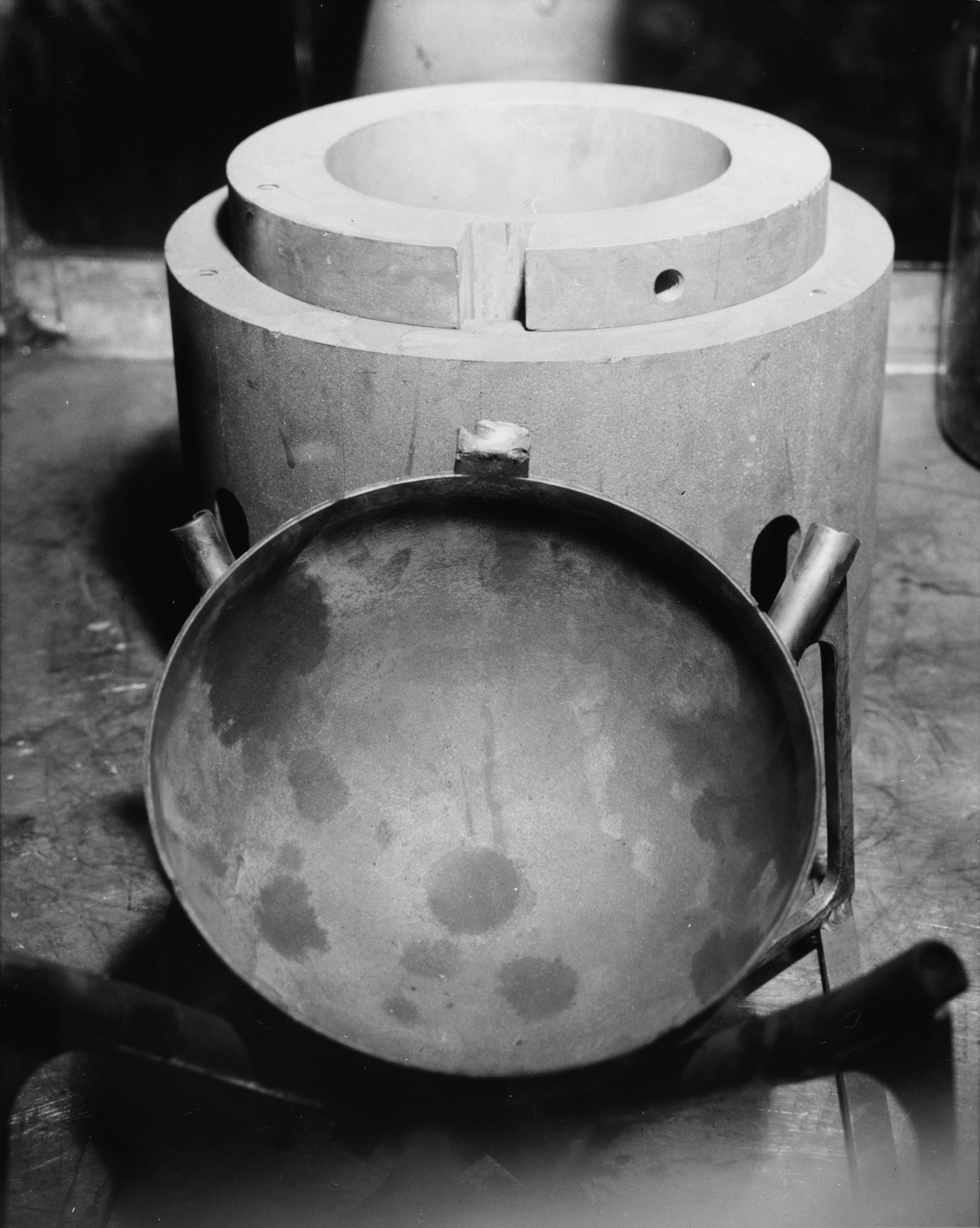
Прецизионная форма для отливки плутониевых деталей

- 11 сентября 1957 года на заводе произошёл первый из трёх крупных пожаров. Часть работ по обработке отливок из металлического плутония, называемых «пуговицами», происходило в специальных т. н. «перчаточных камерах» для защиты оператора от излучения и токсичных паров, а также предотвращения самовозгорания плутония (который при нормальных условиях на воздухе способен к расширению, большому выделению тепла и возгоранию). Обычно «перчаточная камера» — это герметичная коробка из прозрачного оргстекла, в стенки которой вмонтированы резиновые перчатки, в которые оператор вдевает кисти рук и производит необходимые манипуляции. Внутри «перчаточной камеры» должна быть создана атмосфера инертного газа либо циркуляция воздуха для охлаждения.

В одной из «перчаточных камер», расположенной в здании 771, во время операции с плутониевой «пуговицей» произошло её воспламенение, через вентиляционную систему огонь мгновенно перекинулся на весь корпус. Попытки тушения пожара углекислотой потерпели неудачу, тогда было принято решение о тушении водой, в результате более 100 м³ радиоактивной воды попало в местную канализацию. Кроме того во время 13-часового пожара сгорели фильтры, предназначенные для улавливания радиационной пыли, столб которой во время пожара поднялся на высоту примерно 50 м, достигнув кварталов Денвера. По разным оценкам за время аварии в атмосферу было выброшено от 14 до 250 кг плутония. Всего ущерб от данной аварии был оценён в более чем в 800 тыс. долларов США. Несмотря на аварию, производство на заводе было возобновлено через несколько дней. В 1958 году в здании 771 была установлена мусоросжигающая установка для уничтожения радиоактивного мусора.
- В 1959 году были обнаружены утечки из ёмкостей для хранения жидких радиоактивных отходов и лишь в 1970 году это стало известно, поскольку радиоактивные частицы были обнаружены в почве Денвера. Несмотря на все аварии, завод на протяжении 1960-х годов продолжал расширяться, происходило интенсивное строительство производственных помещений.
- В 1967 году произошла утечка в почву загрязнённых плутонием смазочных материалов и растворителей, которые хранились на площадке 903 (около 560 м³).

В дальнейшем было установлено, что радиоактивными элементами была загрязнена почва на большую глубину. После устранения утечек площадка, где хранились ёмкости с радиоактивными жидкостями, была засыпана гравием и уложен слой асфальта. Согласно исследованию, проведённому Д. Коббом, профессором профилактической медицины Университета штата Колорадо, в результате утечки в песок, находящийся под бочками, попало около 19 тыс. литров радиоактивных нефтепродуктов, затем в результате действия ветра частицы с радиоактивными веществами были рассеяны на большой площади, включая Денвер и далее. Радиоактивность песка в месте утечки составила около 30 млн распадов в минуту (1/мин) или 500 кБк, что превысило норму в 15 млн раз.
- 11 мая 1969 года произошёл второй крупный пожар на заводе, это был самый сильный из всех, которые были на этом предприятии: как и предыдущий, он начался от возгорания в «перчаточной камере», огонь перекинулся на оборудование зданий 776 и 777, облако радиоактивного дыма охватило соседние районы.

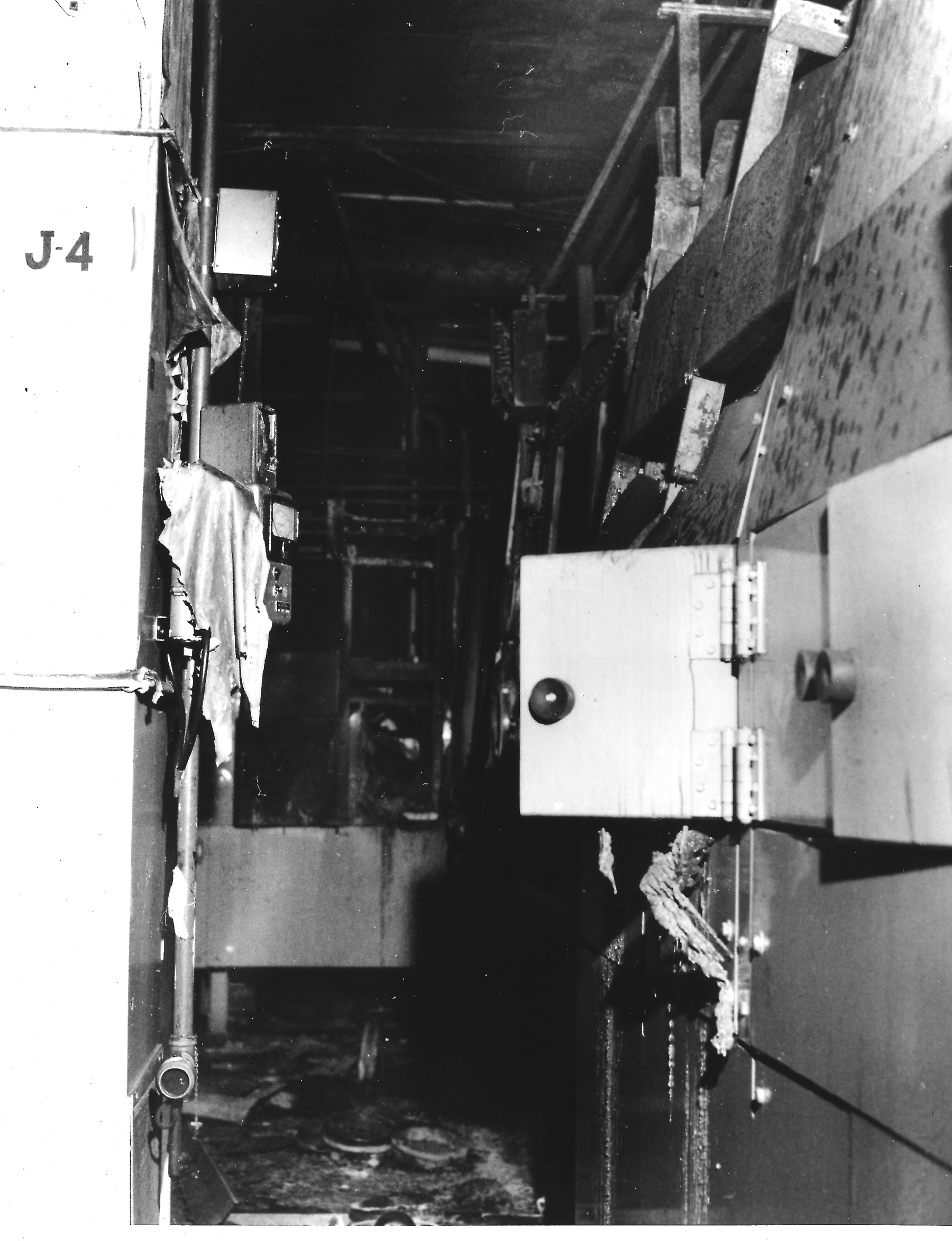
Последствия пожара на заводе в 1969 году

- 24 июля 1969 года на предприятии произошёл третий крупный пожар, в этот раз из-за спонтанного возгорания хранящегося в контейнере металлического плутония. Большая часть завода и прилегающие территории к нему были загрязнены выбросами плутония, причём в нескольких заводских корпусах уровень радиации был повышен настолько, что они были признаны непригодными к дальнейшей эксплуатации и демонтированы. Экономический ущерб от этой аварии составил около 45 млн долларов США, это была самая дорогостоящая промышленная авария, произошедшая на территории США.

Для устранения последствий обоих пожаров 1969 года понадобилось около 2 лет. В целях предотвращения дальнейших аварий на заводе была проведена реконструкция с установкой более совершенных систем пожаротушения и сооружения брандмауэров. Кроме того, в 1972 году Конгресс США ратифицировал постановление об образовании вокруг завода зоны безопасности, вскоре участок в 18 км² был выкуплен и была создана буферная зона.
- В 1973 году Департамент здравоохранения штата Колорадо обнаружил в воде Орехового ручья и в Большом западном водохранилище, находящихся близ «Рокки Флэтс», высокое содержание трития. Все материалы были переданы в Комиссию по атомной энергии и Агентство по охране окружающей среды США, которые провели расследование и установили, что тритий туда попадал из выбросов отходов из компонентов, поставляемых из Ливерморской лаборатории. В результате расследования было сделано заключение о необходимости строительства очистных сооружений для очистки сбрасываемых с завода отработанных сточных вод; строительство очистных сооружений было незамедлительно начато и вскоре они были введены в строй. В очистных сооружениях вода очищалась с помощью установок обратного осмоса, а перед сбросом вода последовательно проверялась в трёх защитных дамбах.
- В 1974 году в почвах, прилегающих к площадке 903, было обнаружено повышенное содержание плутония. В этом же году для увеличения буферной зоны вокруг предприятия было приобретено ещё 18 км² прилегающих территорий.
- В 1975 году были поданы первые иски на предприятие со стороны землевладельцев близлежащих земельных участков, которые подверглись заражению радиоактивными и токсическими веществами.
- В 1978 году протестующие из неправительственной организации «Истинная сила „Рокки флэтс“» (Rocky Flats Truth Force), или «Сатьяграха Аффинити групп» попытались в знак протеста против загрязнения проникнуть на территорию предприятия, но были задержаны и осуждены на различные сроки.
- 28 апреля 1979 года, спустя несколько недель после аварии в Три-Майл-Аленд, в непосредственной близости от завода собралась большая группа протестующих в количестве 15 тыс. человек. Они устроили несанкционированный митинг, на котором выступили певцы Джексон Браун и Бонни Райт, при этом на сцене были установлены мощные динамики. На следующий день власти отреагировали на митинг, арестовав организаторов и активистов (286 человек, в том числе и Дэниела Эллсберга), предъявив тем обвинения в организации беспорядков и попытке проникновения на режимный объект.
- В 1981 году администрация вновь избранного президента Рейгана берёт курс на производство новых видов ядерных боеприпасов, и по постановлению правительства на «Рокки Флэтс» начинается производство нейтронных бомб.

Всего за время эксплуатации завода произошло свыше 200 аварий, причём большинство с выбросом радиоактивных компонентов.

## Расследование ФБР
В 1987 году агенты, находящиеся на заводе, тайно информируют Агентство по охране окружающей среды США и ФБР о недопустимых действиях на заводе по обращению с отходами производства, заражёнными радиоактивными веществами, в результате происходит большое загрязнение окружающей среды. Под давлением общественности и активного протестного движения, а также более либерального отношения властей к их деятельности по отношению к объектам ядерного ВПК после прекращения «холодной войны» ФБР решает провести тайное расследование, для чего над прилегающей к заводу территории начинаются разведывательные полёты лёгких самолётов. Съёмки с самолётов показали, что ночью на заводе производится сжигание мусора. На протяжении нескольких месяцев происходили съёмки территорий, замеры на радиоактивность проб воздуха, воды и земли вокруг завода, а также тайные допросы работников завода.
После сбора материалов о нарушениях на заводе, связанных с незаконным выбросом радиоактивных веществ ФБР и Министерство энергетики, при поддержке Министерства Юстиции США осуществили беспрецедентный рейд по проверке заводской территории.
Данное мероприятие, названное «Операция „Жар пустыни“», началось в 9 часов 6 июня 1989 года, была тщательно подготовленной, участники данной акции были хорошо вооружены и имели разрешение стрелять на поражение в случае сопротивления охраны завода. Руководству предприятия было заявлено о проведении учений в рамках программы противодействию возможным террористическим актам на ядерных объектах США.
В результате операции «Жар пустыни» были найдены вещественные доказательства загрязнения окружающей среды.
Все собранные материалы ФБР были переданы на рассмотрение Специального большого жюри, в котором началось рассмотрение степени вины управляющей компании «Роквелл интернейшнл» в загрязнении окружающей среды. При этом количество выброшенных радиоактивных веществ по просьбе управляющей компании было засекречено. В ходе заседания Большого жюри было допрошено 110 свидетелей, рассмотрено 2000 вещественных доказательств, в итоге «Роквелл интернейшнл» была признана виновной в нарушении 10 федеральных законов о защите окружающей среды (при этом были отклонены утверждения ответчика, что его действия, якобы основаны на том, что на правительственном уровне было установлено, что военные ядерные объекты и их управляющие компании не подчиняются федеральным законам о защите окружающей среды) и наказывалась штрафом в 18,5 млн долларов США, что было в четыре раза выше, чем предыдущий рекорд по выплате штрафов за загрязнение окружающей среды.
- В 1989 году производство компонентов для ядерных боеприпасов было прекращено, весь наработанный плутоний был перевезён на временное хранение в бункеры завода «Пентэкс», начались работы по очистке почвы и грунтовых вод.
- В 2000 году Конгрессом США был утверждён план по превращению территории завода и прилегающей местности в государственный заповедник, для чего был произведён демонтаж зданий и оборудования, деактивация почвы на глубину 1 м и работы по предотвращению попадания радиации в грунтовые воды.

## Управление предприятием

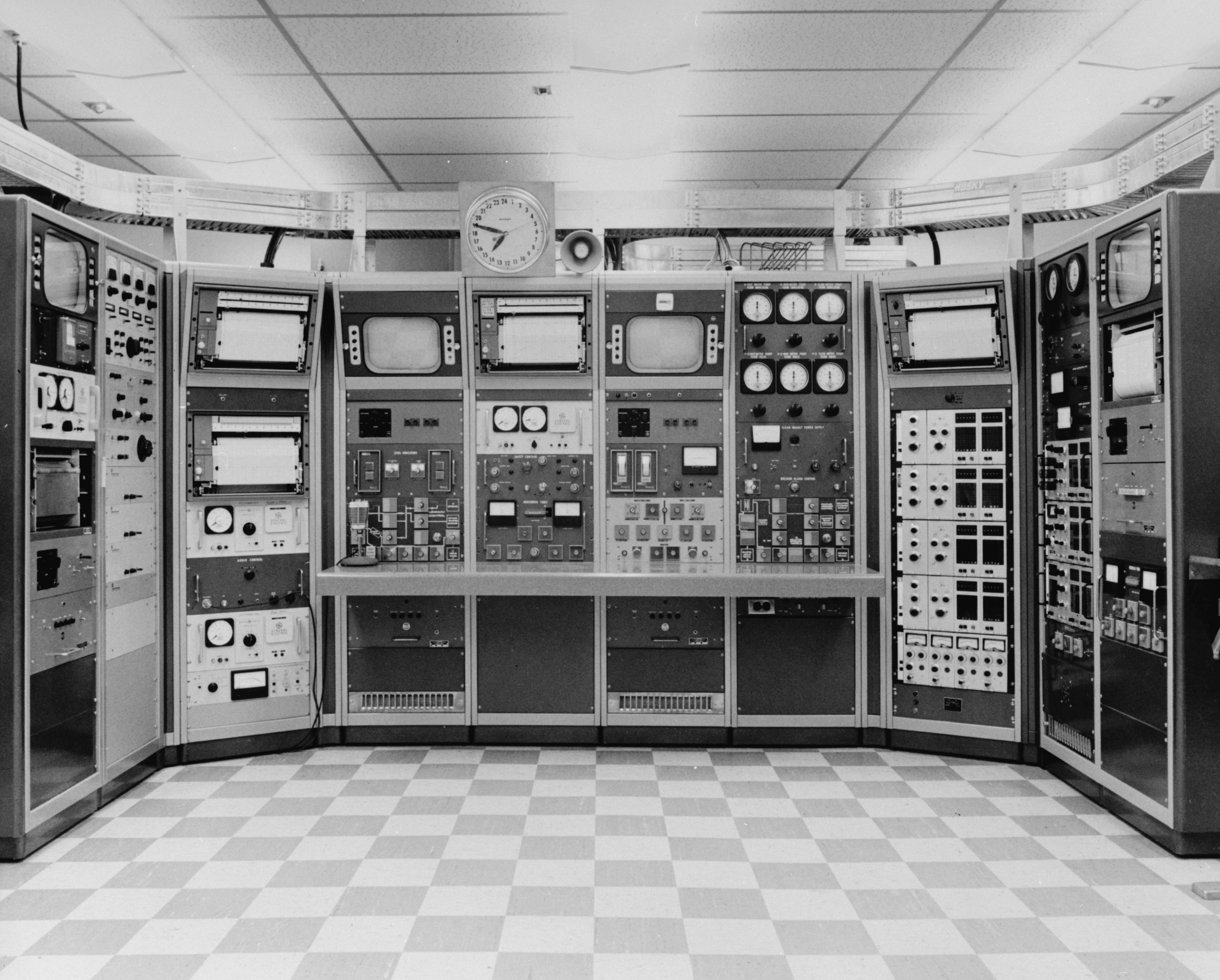
Центральная панель управления

Обслуживание завода по бессрочному государственному контракту осуществлялось частной управляющей компанией под контролем ответственных лиц Комиссии по атомной энергии США (с 1977 года — Министерство энергетики США).
Управляющие компании завода «Рокки Флэтс»:
- 1952—1975 «Доу Кемикал» (Dow Chemical)
- 1975—1989 «Рокуэлл Интернейшнл» (Rockwell International)
- 1989—1995 «Эджертон, Гермершаусен энд Грир Инкорпорейтед» (EG&G Rocky Flats)
- с 1995 «Кайзер Хилл» (Kaiser-Hill, обслуживание площадки завода Rocky Flats Environmental Technology Site)